# Sardegna
Sardegna (tiếng Ý: Sardegna [sarˈdeɲɲa]; tiếng Sardegna: Sardigna [saɾˈdiɲːa] hoặc Sardínnia [saɾˈdinːja]) hay còn gọi là Đảo Sardin, là hòn đảo lớn thứ hai tại Địa Trung Hải (sau Sicilia và trước Síp) là một vùng tự trị của Ý. Các vùng đất gần Sargegna nhất là Corse (qua eo biển Bonifacio rộng 15–20 km), bán đảo Ý, Sicilia, Tunisia và quần đảo Baleares.

## Từ nguyên
Tên của hòn đảo bắt nguồn tử một từ cổ (thời trước La Mã) là sard (La Tinh hóa: sardus, danh từ giống cái là sarda). Có lẽ từ này bắt nguồn từ tên của thần Sardus, một vị thần của hòn đảo này. Người Hy Lạp và La Mã cổ đã gọi hòn đảo này bằng các tên Ichnusa (phiên bản La Tinh hóa của cái tên Hy Lạp là Hyknousa), Sandalion, Sardinia và Sardo.

## Địa lý

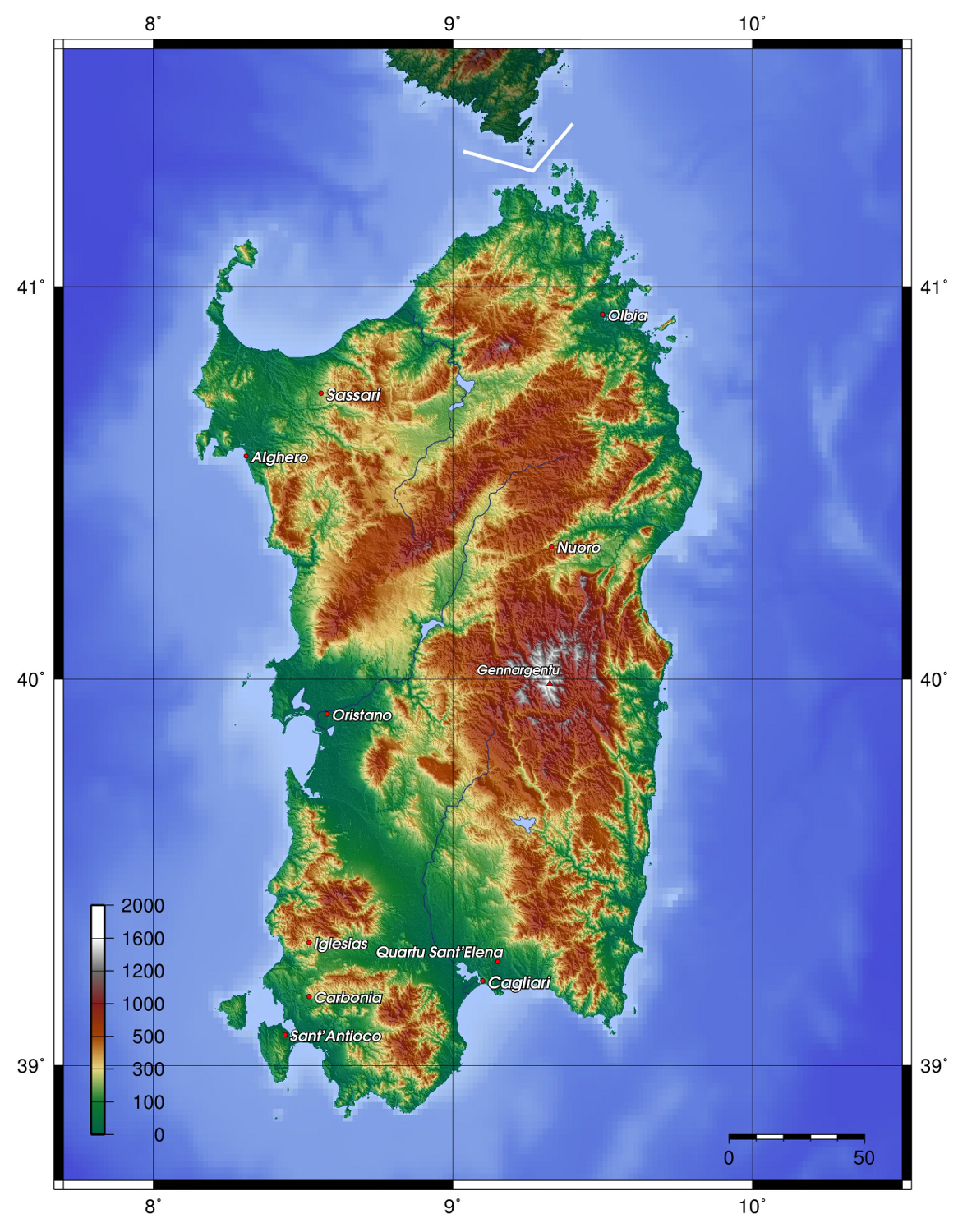
Bản đồ địa hình Sardegna

Sardegna là hòn đảo lớn thứ hai tại Địa Trung Hải, với diện tích 23.821 km². Hòn đảo nằm giữa 38° 51' và 41° 15' độ vĩ Bắc và 8° 8' và 9° 50' độ kinh Đông. Ở phía tây Sardegna là biển Sardegna, một bộ phận của Địa Trung Hải; ở phía đông của Sardegna là biển Tyrrhenus, cũng là một bộ phận của Địa Trung Hải. Bờ biển của Sardegna dài 1.849 km và thường là có cao độ lớn và địa hình đá, với các đường bờ biển trài dài tương đối thẳng, nhiều mũi dất nổi bật, một số vịnh rộng và sâu, đảo hẹp, vịnh nhỏ và một số đảo ngoài khơi.
Không giống như Sicilia và lục địa Ý, Sardegna không hay bị động đất. Đá trên đảo có niên đại từ Đại Cổ sinh (lên đến 500 triệu năm tuổi). Do đã xảy ra quá trình xói mòn kéo dài ở vùng cao của đảo, đã tạo thành đá hoa cương, đá phiến, trachit, bazan (được gọi là "jaras" hay "gollei"), sa thạch và đá vôi dolomit, có độ cao trung bình 300 đến 1.000 mét. Đỉnh cao nhất tại Sardegna là Punta La Marmora (1.834 m), một bộ phận của dãy núi Gennargentu ở trung tâm của đảo. Các chuỗi núi khác là Monte Limbara (1.362 m) ở phía đông bắc, dãy Marghine và Goceano (1.259 m) chạy chéo chữ thập 40 km (25 mi) về phía bắc, Monte Albo (1057 mét), dãy Sette Fratelli Range ở đông nam, và dãy núi Sulcis và Monte Linas (1236 mét). Các dãy núi và cao nguyên trên đảo bị phân tách bởi các bình nguyên và thung lũng phù sa rộng, ví dụ như Campidano ở tây nam giữa Oristano và Cagliari và Nurra ở tây bắc.
Sardegna có một vài con sống chính, lớn nhất là Tirso, dài 151 km (94 mi), chảy về phía tây, sông Coghinas (115 km) và sông Flumendosa (127 km). Có 54 hồ nhân tạo và đập để cung cấp nước và thủy điện, ví dụ như hồ Omodeo và hồ Coghinas. Hồ nước ngọt tự nhiên duy nhất tại Sardegna là Lago di Baratz. Có một số đầm phá và vũng lớn, nông và nước mặn nằm dọc theo 1.850 km (1.150 mi) bờ biển của Sardegna.
Hòn đảo có khí hậu Địa Trung Hải điển hình. Trong năm có khoảng 135 ngày nắng, với lượng mưa tập trung chủ yếu vào mùa đông và mùa thu, có một số trận mưa nặng hạt vào mùa xuân và có tuyết rơi ở vùng cao. Nhiệt độ trung bình dao động từ 11 đến 17 °C (52 đến 63 °F).
Gió Mistral thổi từ phía tây bắc là loại gió chiếm ưu thế và thổi trong suốt cả năm, mặc dù thường thấy nó xuất hiện nhiều nhất vào mùa đông và mùa xuân. Loại gió này có thể thổi khá mạnh, song thường mang tính khô và mát.

## Phân vùng hành chính

Các tỉnh trên đảo Sardegna

Từ năm 2016, Sardegna gồm 4 tỉnh:: Nuoro, Oristano, Sassari và Sud Sardegna, và thành phố trung tâm Cagliari.
| Tỉnh                           | Diện tích (km²) | Dân số  | Mật độ (người/km²) |
| ------------------------------ | --------------- | ------- | ------------------ |
| Cagliari (thành phố trung tâm) | 1.248           | 431.568 | 345,8              |
| Tỉnh Nuoro                     | 5.786           | 213.206 | 36,8               |
| Tỉnh Oristano                  | 3.034           | 160.864 | 53,0               |
| Tỉnh Sassari                   | 7.692           | 494.388 | 64,2               |
| Tỉnh Sud Sardegna              | 6.339           | 358.229 | 56,5               |

## Nhân khẩu
Với mật độ 69 người/km², khoảng hơn 1/3 tỉ lệ trung bình của cả nước, Sardegna là vùng thưa dân thứ tư tại Ý. Phân bổ dân cư trên đảo có đặc điểm bất thường khi so sánh với các vùng ven biển khác của Ý. Trên thực tế, trái với xu hướng chung, lúc trước các khu dân cư đô thị không chủ yếu nằm dọc theo bờ biển mà có xu hướng nằm ở trung tâm của đảo. Điều này có nguyên nhân lịch sử, bao gồm việc đảo đã phải chịu các cuộc tấn công của người hồi giáo vào thời Trung cổ (khiến cho khu vực bờ biển không an toàn), các vùng nội địa của đảo có khung cảnh đồng quê, trong khi các đồng bằng ven biển là các đầm lầy, chúng chỉ được cải tạo trong thế kỷ 20. Tuy nhiên, tình hình dã bịddaor ngược với việc phát triển du lịch bờ biển; ngày nay toàn bộ các trung tam đô thị lớn của Sardegna đều nằm bên bờ biển, trong khi vùng nội địa của đảo có dân cư rất thưa thớt.
Đây là vùng có tỷ suất sinh thấp nhất tại Ý (1,087 ca sinh trên 1 phụ nữ), và là vùng có tỷ lệ sinh tháp thứ hai; các yếu tố này, cùng với quá trình đô thị hóa ở mức độ cao, đã cho phép Sardegna gìn giữ được phần lớn môi trường tự nhiên. Tuy nhiên, dân cư trên đả đã tăng lên trong những năm gần đây do nhập cư, chú yếu là từ Đông Âu (đặc biệt là România), châu Phi và Trung Quốc. Đến cuối năm 2010, Sardegna có 37.853 người nước ngoài cư trú, chiếm 2,3% tổng dân số Sardegna. Các quốc tịch được đại diện nhiều nhất là:
- România 9.899
- Maroc 4.420
- Trung Quốc 2.872
- Sénégal 2.787
- Ukraina 1.952
- Đức 1.479
- Philippines 1.368
- Ba Lan 1.174
- Pháp 756
- Pakistan 695

Tuổi thọ trung bình tại Sardegna là 81 (85 với nữ và 78 với nam). Sardegna cùng với đảo Okinawa của Nhật Bản có tỷ lệ người bách niên cao nhất thế giới (22 người/100.000 cư dân).

### Đô thị chính
| Hạng | Đô thị            | Tỉnh              | Dân số                        | Mật độ                  | Số hộ  | Hình ảnh |
| ---- | ----------------- | ----------------- | ----------------------------- | ----------------------- | ------ | -------- |
| 1    | Cagliari          | Cagliari          | 157.780 (370.000 vùng đô thị) | 1.800/km² (4,700/sq mi) | 71.920 |          |
| 2    | Sassari           | Sassari           | 130.656 (275.000 vùng đô thị) | 240/km² (620/sq mi)     | 55.325 |          |
| 3    | Quartu Sant'Elena | Cagliari          | 71.254                        | 740/km² (1.900/sq mi)   | 28.534 |          |
| 4    | Olbia             | Olbia-Tempio      | 56.231                        | 150/km² (390/sq mi)     | 25.253 |          |
| 5    | Alghero           | Sassari           | 43.831                        | 200/km² (510/sq mi)     | 20.339 |          |
| 6    | Nuoro             | Nuoro             | 36.672                        | 190/km² (490/sq mi)     | 14.306 |          |
| 7    | Oristano          | Oristano          | 32.453                        | 380/km² (990/sq mi)     | 12.812 |          |
| 8    | Carbonia          | Carbonia-Iglesias | 30.081                        | 200/km² (530/sq mi)     | 11.950 |          |
| 9    | Selargius         | Cagliari          | 29.169                        | 1.089/km²               | 11.243 |          |
| 10   | Iglesias          | Carbonia-Iglesias | 27,493                        | 132/km²                 | 11.452 |          |